# Calymma cinnamomea
Calymma cinnamomea là một loài bướm đêm trong họ Erebidae.